# Mariana de Austria
Mariana de Austria (n. 24 decembrie 1634, Viena, Monarhia Habsburgică – d. 16 mai 1696, Madrid, Madrid⁠(d), Spania) a fost regină a Spaniei ca a doua soție a regelui Filip al IV-lea al Spaniei, care era de asemenea unchiul ei pe linia maternă. După decesul soțului ei în 1665, Mariana a devenit regentă și a rămas o figură influentă în timpul domniei fiului ei, Carol al II-lea al Spaniei, ultimul habsburg pe tronul Spaniei. Insulele Mariane îi poartă numele.

## Primii ani
Născută ca Maria Anna la 22 decembrie 1634 la Wiener Neustadt, Austria, ea a fost nepoata împăratului Ferdinand al II-lea. Părinții ei au fost regele Ferdinand al III-lea al Ungariei și Maria Anna a Spaniei, sora viitorului soț al Marianei, regele Filip al IV-lea al Spaniei. 
Maria Anna a fost al doilea copil din șase, dintre care trei au murit la vârste fragede. Fratele ei mai mare, Ferdinand al IV-lea al Sfântului Imperiu Roman a murit la 21 de ani. Numai Maria Anna și fratele ei mai mic, viitorul Leopold I, Împărat al Sfântului Imperiu Roman, au trăit până la vârste mai înaintate.

## Căsătoria și descendenții

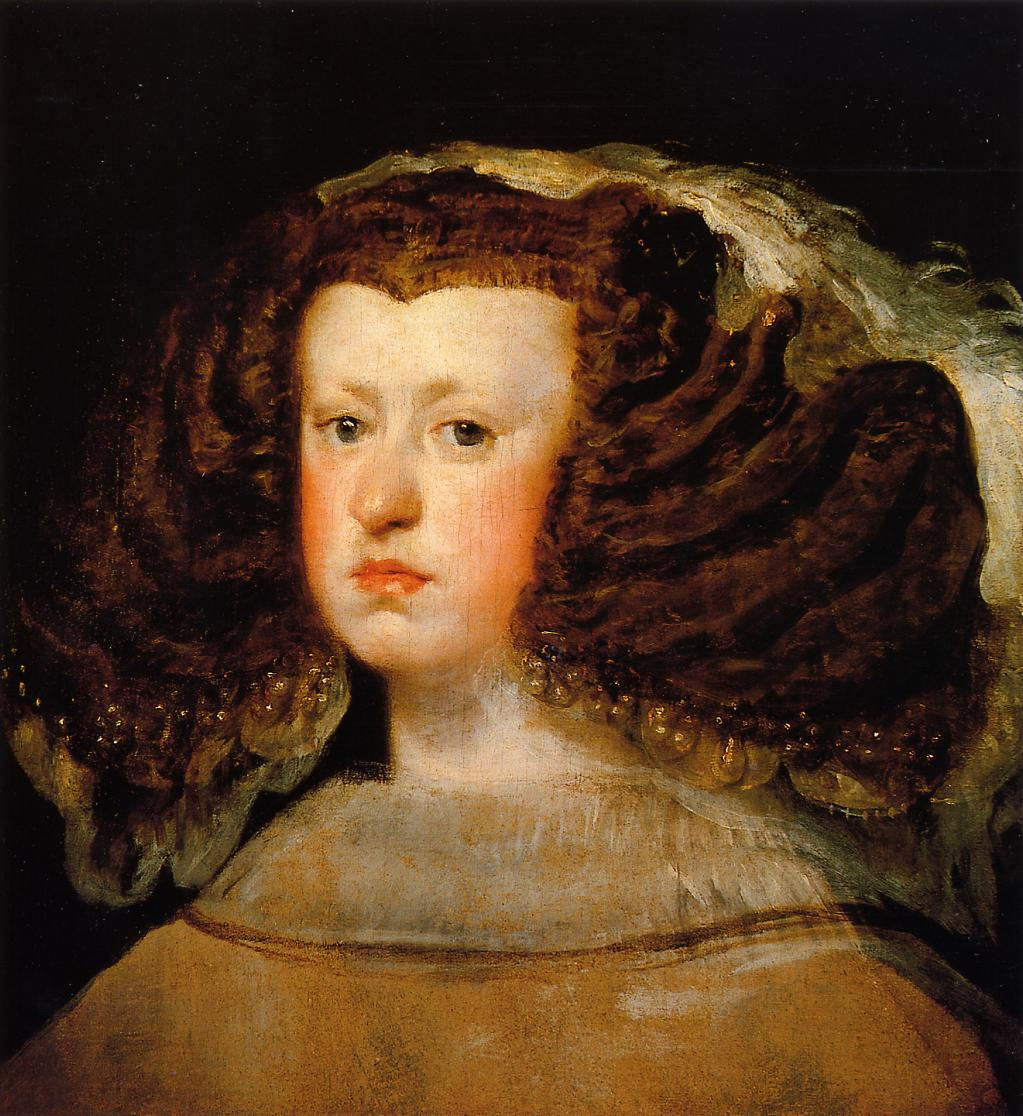
Mariana, pictură de Diego Velázquez, c. 1656.

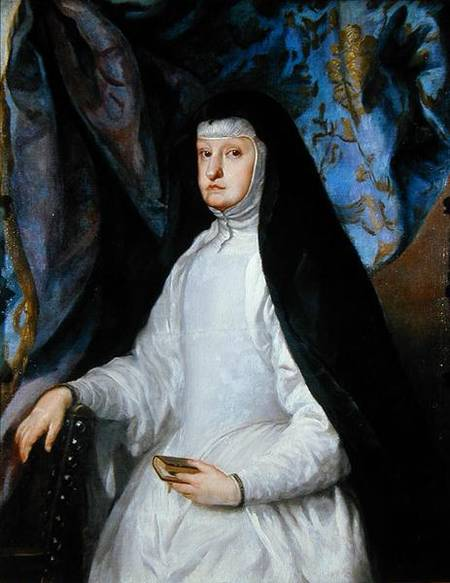
Mariana văduvă, British Museum, Londra

Maria Anna a fost destinată încă din primii ani continuării politicii de căsătorie dintre două ramuri ale familiei de Habsburg, cea austriacă și cea spaniolă. O politică care a fost urmată timp de mai multe generații. Urmând această politică, în 1646, când Maria Anna avea 11 ani, s-a logodit cu vărul ei primar Baltasar Carlos, Prinț de Asturia, moștenitor al coroanei spaniole. Baltasar Carlos a murit la trei luni după ce a împlinit vârsta de 16 ani. După decesul lui, Filip al IV-lea a rămas fără moștenitori pe linie masculină iar Maria Anna fără logodnic.
Filip era văduv după ce frumoasa și iubita lui soție franceză, Elisabeta a Franței, murise cu câțiva ani înainte. Filip s-a decis să se căsătorească cu nepoata lui de 14 ani. După o căsătorie prin procură, cei doi s-au căsătorit la 7 octombrie 1649 la Navalcarnero în apropiere de Madrid. De acum încolo ea a purtat numele spaniol Mariana. Deși cunoscută pentru firea ei veselă de tânără fată, după nunta cu unchiul ei, ea a devenit rece și cu un temperament rău.
Din căsnicia Marianei și a lui Filip au rezultat cinci copii, din care numai doi au supraviețuit adolescenței. Primul copil a fost Margareta Teresa, care s-a născut la 12 iulie 1651 și care, așa cum și-a dorit mama ei, s-a căsătorit cu fratele mamei ei, Leopold I. 
În 1655 Mariana a născut o altă fiică, Maria Ambrosia de la Concepción care a trăit numai 15 zile. În acest timp existau curteni care doreau ca Filip să o numească pe fiica cea mare, Maria Teresa, moștenitoare. Mariana a început să simtă presiunea de a avea un fiu. În cele din urmă, primul ei fiu, Filip Prospero, s-a născut la 28 noiembrie 1657. Apoi, ea l-a născut pe Infantele Ferdinand Thomas în 1658 însă acesta a murit un an mai târziu.
Filip Prospero a murit în 1661. Dar în același an Mariana a născut ultimul ei copil, un fiu; a fost numit Carol și s-a născut la 6 noiembrie. 
Când Filip al IV-lea a murit la 17 septembrie 1665, singurul fiu în viață, Carol al II-lea, avea numai 3 ani iar Mariana a servit ca regentă bazându-se pe sprijinul duhovnicului ei Juan Everardo Nithard⁠(en)[traduceți] până la demisia acestuia în 1669. Carol al II-lea, incapabil să vorbească sau să meargă, a fost purtat în brațe de un adult până la vârsta de 10 ani. În 1675 Carol al II-lea a atins vârsta la care putea domni singur, totuși Mariana a continuat să domnească în timpul bolii fiului ei.

## Ultimii ani și decesul
În 1677 Mariana a fost forțată să părăsească Madridul de către Ioan de Austria cel Tânăr, un fiu nelegitim al lui Filip al IV-lea. A plecat să trăiască la Toledo dar s-a întors la Madrid după decesul lui Ioan în 1679.
Mariana a murit de cancer la sân în noaptea de 16 mai 1696 la Palatul Uceda din Madrid, în momentul în care eclipsa totală de lună atinsese maximul iar capitala Spaniei era în întuneric.